# Kvirinálský palác

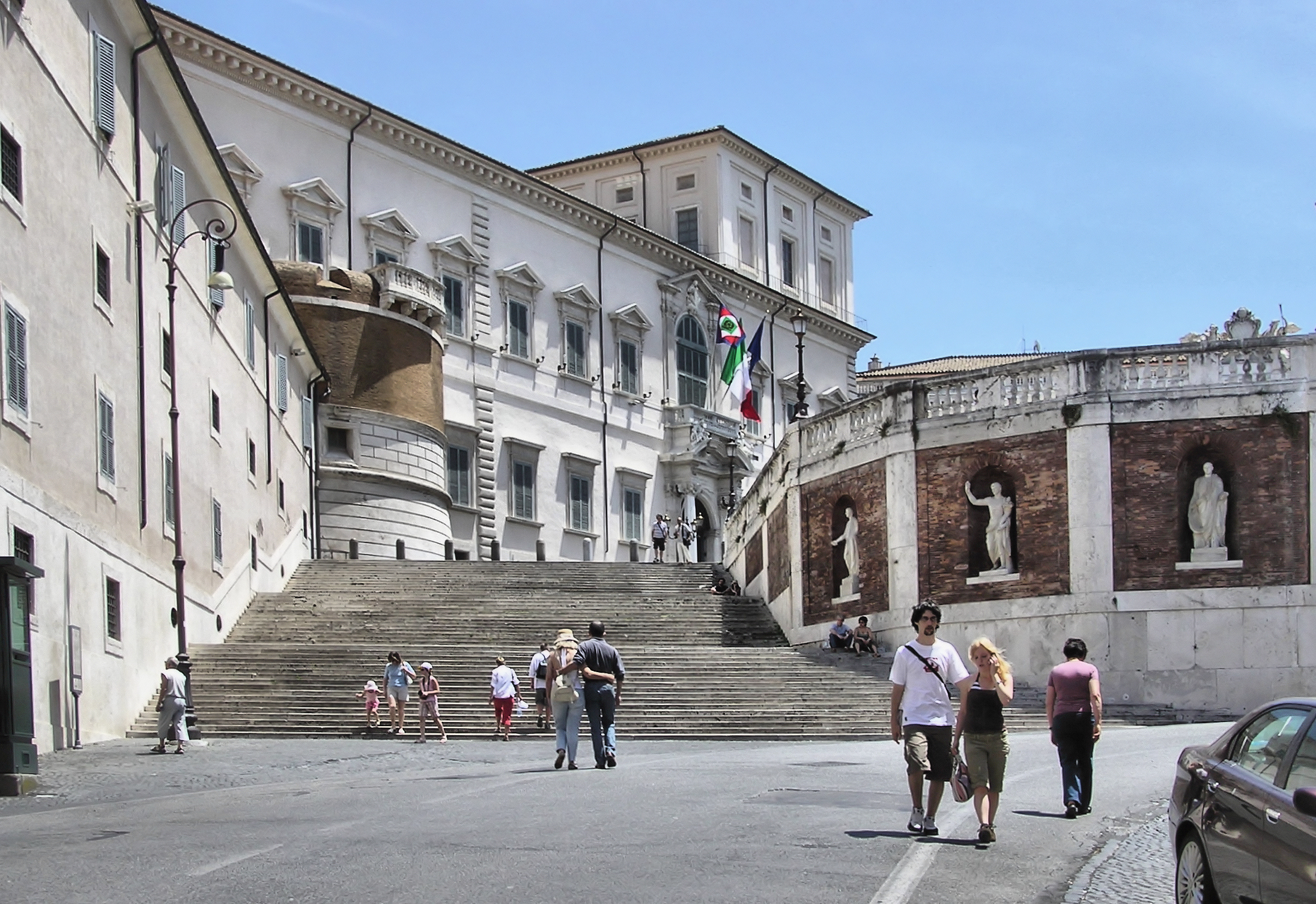
Kvirinálský palác

Kvirinálský palác (italsky Palazzo del Quirinale nebo jednoduše Quirinale) je oficiální rezidencí prezidenta Italské republiky na římském pahorku Kvirinál. Je největším palácem v Římě.

## Historie
Palác, stojící na Via del Quirinale v čele Piazza del Quirinale, byl postaven roku 1583 pro papeže Řehoře XIII. jako jeho letní rezidence a útočiště před epidemií malárie. Byl také místem konání mnoha konkláve. Papežům a jejich úředníkům sloužil až do roku 1870. V září tohoto roku přestal existovat papežský stát. O pět měsíců později se Řím stal hlavním městem Italského království a palác se stal rezidencí italského krále. Od roku 1946 je sídlem prezidenta republiky.

## Budova
Fasádu vytvořil Domenico Fontana. Architektem Velké kaple byl Carlo Maderno. Je vyzdobena freskami od Guida Reniho a Melozza da Forlì. Nádvoří paláce tvoří zahrady Giardini del Quirinale z 18. století.